# Клан Колвілл

Гребінь клану Кокберн.

Клан Колвілл (шотл. - Clan Colville) - один з кланів рівнинної частини Шотландії - Лоуленду. 
Гасло клану: Oblier ne puis - Я не можу забути (фр.)
Вождь клану: Чарльз Колвілл - високоповажний віконт Калросс
Резиденція вождя клану: Замок Кіннайрд (шотл. - Kinnaird Castle)
Ворожий клан: Дуглас

## Історія клану Колвілл

### Походження клану Колвілл
Вважається, що вожді клану Ковілл мають нормандське походження. Назва клану, очевидно, походить від назви міста Колвілл в Нормандії. Вперше клан Колвілл згадується в історичних документах 1159 року - у грамоті щодо земельної власності монастиря Данфермлін згадується Філіп де Колвілл. У 1174 році Філіп де Колвілл був одним із заручників під час звільнення короля Шотландії Вільгельма І Лева відповідно до договору Фалайз. У нагороду за службу Філіп де Колвілл отримав титул барона Окснам та Гектон та відповідні землі в Роксбургширі та в Ейрширі. Син Філіпа - Томас де Колвілл згадується у 1189 - 1199 роках в кількох королівських грамотах Вільгельма І Лева. Томаса несправедливо запідозрили у зраді королю і кинули за ґрати в Единбурзький замок. Але пізніше король його помилував і він помер у своїх володіннях в 1219 році. Син Томаса - Вільям де Колвілл купив баронство Кіннайрд у Стірлінгширі, на цих землях досі є резиденція вождя клану. У 1228 році Вільям де Колвілл дарує частину своїх земель абатству Холіруд, що було підтвердженого грамотою короля Шотландії Олександра II. 
Спадкоємицею сера Вільяма де Ковілла була Е’стас. Вона була одружена з сером Реджинальдом Чейні - літнім лицарем, що помер у 1291 році, залишивши їй значні статки. Е’стас згадується в документі «Рагман Роллс» - присязі на вірність королю Англії Едварду І Довгоногому, яку підписали вожді шотландських кланів у 1296 році. У цьому документі зазначається, що Е’стас володіла землями в областях Абердин, Ер, Банф, Форфарі, Інвернесс і Кінкардин. Щодо багатьох садиб, які належали Е’стас співвласником записується Олександр Нісбет. 

### XIV - XV століття
На початку XIV століття Е’стас де Колвілл володіла землями абатства Мелроуз, що було підтверджено королівськими грамотами. У 1324 році цими землями володів Роберт Колвілл, що отримав титул барона Охілтрі. Він зробив пожертвування ченцям абатства Келсо зі своєї вотчини Охілтрі, що було підтверджено королівською грамотою Девіда II у 1350 році. 
У 1436 році Томас Колвілл Окснам - онук Роберта Колвілла супроводжував принцесу Маргарет - дочку короля Шотландії Якова I до шлюбу з дофіном Франції, що пізніше став королем Людовиком XI. Роберт Колвілл був одним із заручників при звільненні короля Якова І з англійського полону. 
Сер Річард (або Роберт Колвілл) вбив Джона Окінлек у 1449 році. Джон Окінлек був фаворитом графа Дугласа - вождя клану Дуглас. Щоб помститися за смерть Окінлека клан Дуглас спустошив всі землі, які належали клану Колвілл, осадив і взяв штурмом замок Кіннайрд з величезними втратами. 

### XVI - XVII століття
У 1513 році вождь клану Колвілл - Роберт Колвілл Хілтон був убитий в битві під Флодден. Його син - сер Джеймс Колвілл Охілтрі в 1527 році був призначений на посаду скарбника королівського двору. У 1530 році він поміняв землі Охілтрі на землі в Східному Веміссі та Лохширі, що належали до цього Гамільтону Фіннарту. Сер Джеймс Колвілл Охілтрі був призначений суддею Верховного суду Шотландії як сер Джеймс Колвілл Істер Вемісс. Але потім він був звинувачений у державній зраді, а його маєтки були захоплені короною. Хоча потім - у 1543 році конфіскація маєтків була скасована. 
Сер Джеймс Колвілл - III Істер Вемісс був видатним воїном, воював у Франції за принца Наварського, що пізніше став королем Франції Генріхом IV. У 1582 році він повернувся до Шотландії з Френсісом Стюартом - V графом Босуелл, з подяками від його французьких покровителів. У 1604 році сер Джеймс Колвілл отримав титули пера та лорда Колвілл Калросс. II лорд Колвілл помер, не залишивши нащадків в 1640 році. Успадкував йому його кузен. Але кузен не прийняв титулу і титул лишався вакантним до 1723 року. 

### XVIII століття
У 1709 Джон Колвілл, де-юре VII лорд Колвілл, служив солдатом і брав участь у битві під Мальплак, що була великою перемогою Джона Черчілля - І герцога Мальборо. Він отримав титул II лорда Колвілл в 1722 році, але клопотання до короля про підтвердження титулу пер було передане в Палату лордів для запиту. У 1723 році рішення було прийняте на користь клану Колвілл і вождь клану став пером Великої Британії. Він продовжував свою військову кар'єру і командував батальйоном при облозі Картахени, де він і помер у 1741 році. Лорд Колвілл залишив велику родину, всі його сини мали успішні військові кар'єри. 
Під час повстання якобітів у 1745 році Чарльз Колвілл підтримав британський уряд і командував 21 піхотним полом Королівських шотландських стрільців в битві під Куллоден в 1746 році. Він помер в 1775 році отримавши звання генерал-лейтенанта.
У 1731 році Олександр Колвілл - VII лорд Колвілл Калросс служив у військово-морському флоті Великої Британії. Незабаром він отримав свою власну команду і в 1744 році став капітаном корабля «Леопард» (у 1741 році) - фрегата з 50 гарматами. Він був пізніше був призначений комодором і отримав командування кораблем «Нортумберленд» у 1750 році, відплив до Америки в 1755 році під час Семирічної війни. У 1759 році Колвілл воював у Квебеці з французами. Кампанія складалася досить невдало і він змушений був відступити. У 1769 році Колвілл отримав ранг віце-адмірала.

### XIX - ХХ століття
Чарльз Колвілл доблесно воював під час «Війни на Півострові», потім брав участь у битві під Ватерлоо. Його два старші брати померли, не залишивши нащадків, і тому його син, Чарльз Колвілл - І віконт Колвілл Калросс отримав титул пера. Чарльз Колвілл був начальником конюшні королеви Вікторії і камергером королеви Олександри Данської.Він отримав титул віконта Колвілл Калросс у 1902 році.
Брат II віконта - сер Стенлі Колвілл був контр-адміралом і головнокомандувачем на Портсмута у 1916 - 1919 роках. Стенлі Колвілл отримав найвищі нагороди Великої Британії, в тому числі орден Лазні. 
Джон Марк Олександр Колвілл - XIII лорд Колвілл Калросс отримав титул в 1945 році і служив у міністерстві міністра Едварда Хіта під і був членом Комісії ООН з прав людини. Він помер в 2010 році. Йому успадкував його син - Чарльз Колвілл Колвілл, віконт Калросс, член Палати лордів, який в даний час - вождь клану.